# Wisdom Amey
Wisdom Amey (Bassano del Grappa, 11 augustus 2005) is een Italiaans voetballer met Togolese en Nigeriaanse roots.

## Carrière
Amey ruilde de jeugdopleiding van Bassano Virtus 55 S.T. in 2018 voor die van L.R. Vicenza. Een jaar later stapte hij over naar die van Bologna FC 1909. Daar maakte hij op 12 mei 2021 zijn profdebuut: in de competitiewedstrijd tegen Genoa CFC (0-2-verlies) liet trainer Siniša Mihajlović hem in de 89e minuut invallen voor Takehiro Tomiyasu. Amey was toen amper 15 jaar en 274 dagen oud, waardoor hij het record van jongste debutant ooit in de Serie A van Amedeo Amadei en Pietro Pellegri (15 jaar en 280 dagen) verbrak. Dat record speelde hij op 25 november 2023 kwijt aan Francesco Camarda.
1 Skorupski ·
2 Holm ·
3 Posch ·
5 Erlić ·
6 Moro ·
7 Orsolini ·
8 Freuler ·
9 Castro ·
10 Karlsson ·
11 Ndoye ·
14 Iling-Junior ·
15 Casale ·
16 Corazza ·
17 El Azzouzi ·
18 Pobega ·
19 Ferguson  ·
20 Aebischer ·
21 Odgaard ·
22 Lykogiannis ·
23 Bagnolini ·
24 Dallinga ·
26 Lucumí ·
28 Cambiaghi ·
29 De Silvestri ·
30 Domínguez ·
31 Beukema ·
33 Miranda ·
34 Ravaglia ·
80 Fabbian ·
82 Urbański ·
Coach: Italiano